# Бадонвиле
Бадонвије (фр. Badonviller) је насељено место у Француској у региону Лорена, у департману Мерт и Мозел.
По подацима из 2011. године у општини је живело 1608 становника, а густина насељености је износила 73,26 становника/km².

## Галерија слика
- Споменик 358. пешадијске дивизије
- Војничко гробље
- Статуа постављена 15. фебруара 1916.
- Пијаца

## Демографија
| 1962. | 1968. | 1975. | 1982. | 1990. | 2011. |
| ----- | ----- | ----- | ----- | ----- | ----- |
| 2.143 | 2.050 | 1.920 | 1.812 | 1.660 | 1.608 |